# Nicolò Vittori
Nicolò Vittori (født 13. marts 1909 i Izola, død 26. maj 1988) var en italiensk roer, olympisk guldvinder og firedobbelt europamester.
Vittoris rokarriere var koncentreret om firer med styrmand, som han opnåede alle sine store resultater i.
Hans første store internationale resultat kom ved OL 1928 i Amsterdam, hvor han sammen med Giliante D'Este, Valerio Perentin, Giovanni Delise og styrmand Renato Petronio roede firer med styrmand. Efter i første runde at have roet alene besejrede italienerne i anden runde det tyske hold meget klart, og efter at tyskerne havde klaret sig gennem opsamlingsheatet mødtes de to både igen i kvartfinalen. Her vandt italienerne igen, dog knap så overlegent. I semifinalen besejrede italienerne schweizerne i ny olympisk rekordtid, hvorpå Schweiz besejrede Polen i en kamp om at møde italienerne i finalen. Her vandt Schweiz, og i finalen sejrede italienerne klart, måske som følge af muligheden for at hvile, mens Schweiz og Polen kæmpede. Resultatet blev derfor, at Italien vandt guld, Schweiz sølv og Polen bronze.
Perentin og Petronio var med i båden ved alle de lejligheder, hvor Vittori vandt internationale medaljer. Næste store resultat for dem kom ved EM i 1929, hvor de vandt guld, mens det blev til sølv i 1930 og igen guld i 1932, 1933 og 1934 samt bronze i 1935.
Ved OL 1936 i Berlin blev italienerne nummer to i indledende heat og nummer tre i opsamlingsheatet og var derfor ude af turneringen.

## OL-medaljer
- 1928:  Guld i firer med styrmand